# 아메리칸 커넥션

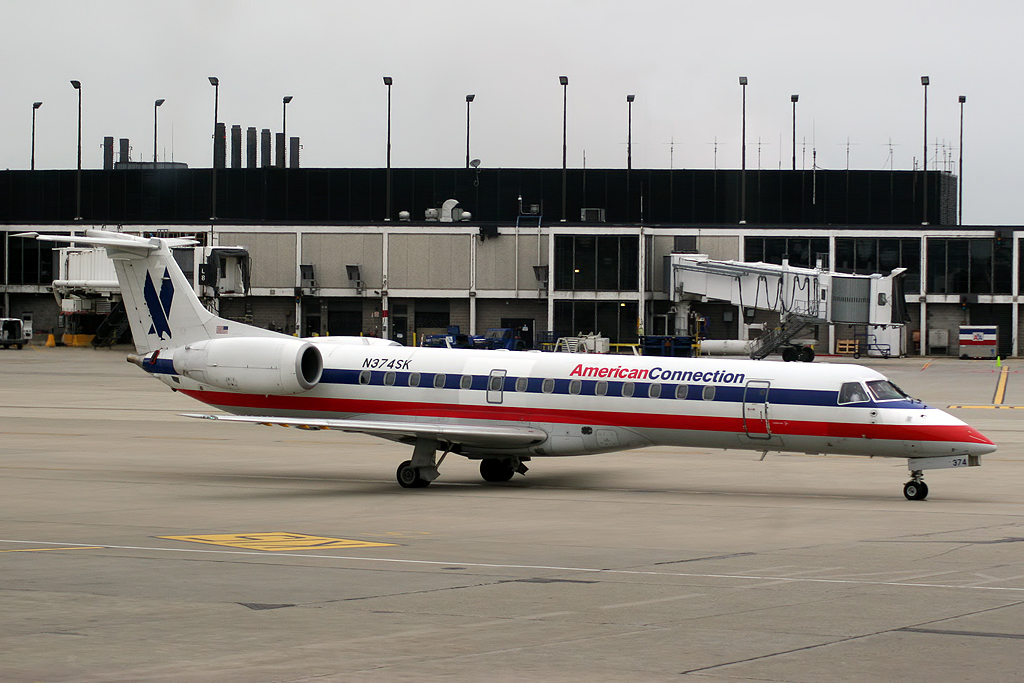
아메리칸 커넥션의 엠브라에르 ERJ-140LR

아메리칸 커넥션(영어: AmericanConnection)은 아메리칸 항공과 환승을 위해 지역 항공사가 운항하고 있는 명칭 상표로 이 항공사는 아메리칸 항공 편명으로 아메리카 항공의 허브 공항과 지방 공항의 노선을 소형 항공기로 운항하고 있다. 2001년에 트랜스월드 항공이 아메리칸 항공과 합병되면서 기존의 트랜스월드 커넥션과 트랜스월드 익스프레스와 합쳐서 설립된 지역 항공사 브랜드이다.

## 회원사
- 쇼토쿼 항공

## 같이 보기
- 미국의 없어진 항공사 목록